# Thinophilus palpatus
Thinophilus palpatus är en tvåvingeart som beskrevs av Octave Parent 1929. Thinophilus palpatus ingår i släktet Thinophilus och familjen styltflugor. Inga underarter finns listade i Catalogue of Life.